# Pseudoeurycea
Pseudoeurycea là một chi động vật lưỡng cư trong họ Plethodontidae, thuộc bộ Caudata. Chi này có 50 loài và 78% bị đe dọa hoặc tuyệt chủng.